# A. Fuchs v Kuklenách, obchod se surovými kožemi
A. Fuchs v Kuklenách, obchod se surovými kožemi byla firma, jež zpracovávala surové kůže a zároveň s nimi obchodovala. Vznikla v roce 1906 a zanikla roku 1923 po uměle zorganizovaném úpadku a následném vyšetřování a soudním jednání.

## Historie
Počátky rodinného podnikání Fuchsů jsou mnohem starší než výše uvedená firma. 19. června 1886 bylo zakázáno sušení kůží v obchodě Morice Fuchse, jelikož tento obchod byl v konkursu a sušení kůží zdraví nebezpečné. 20. července 1893 Amálie Fuchsová opověděla u okresního hejtmanství obchod se syrovými kůžemi v čp. 142. V září 1906 byla u krajského soudu v Hradci Králové zapsána do obchodního rejstříku firma A. Fuchs (A. ve firmě = Amalie, tedy správně Fuchsová) v Kuklenách, obchod se surovými kožemi. V čp. 142 byl tak zřízen závod, do něhož řezníci z celých severovýchodních Čech dodávali surové kůže. Ty se v závodě nasolovaly a čtvrtletně v Hradci Králové v Grandhotelu dražily továrníkům. V každé dražbě byl obrat až 1 milion K. 16. prosince 1906 se měl Otto Fuchs, spolušéf firmy oženit s Irmou Samcovou, ale kvůli onemocnění jeho matky byl odložen. Týž nakonec 4. srpna 1909 zemřel ve věku 26 let. Téhož roku si stěžovalo množství lidí na znečišťování vody ve studních následkem nasolování kůží u Fuchsů. Obecní zdravotní výbor věc vyšetřil a podal výsledek na hejtmanství. Když rozhodnutí nedošlo, podal obecní úřad 15. července novou stížnost. Později následovaly další stížnosti. 2. října 1909 udělilo okresní hejtmanství firmě A. Fuchs pokutu 50 K pro přestupek § 25 živnost. řádu. Pro totéž byla odsouzena i A. Fuchsová k pokutě 50 K. To však stěžovatele neuklidnilo, protože v prosinci téhož roku pan Rýdl žádal, aby A. Fuchsová nevyvážela solný roztok do Fuchsova písníku. 16. října 1910 bylo na dotaz okresního hejtmanství obcí odpovězeno, že firmě A. Fuchs v Kuklenách náležejí čp. 142, 14, 15 a 16. V čísle 142 se provedla roku 1907 přístavba skladiště surových koží, v roce 1908 přístavba konírny a pisárny a roku 1909 přístavba skladiště surových koží. Čísla 142 se užívalo jako kanceláří, skladiště surových koží, konírny a bytu pro domovníka. Číslo 14 bylo zbořeniště. V čísle 15 byly byty pro 2 kočí, vzadu pak stáje a skladiště surových koží. Čísla 16 se užívalo jako obydlí a ve stodole se nacházela sušárna na kůže.
Vedle těchto problémů se dostavil i jeden závažnější, a to když 23. prosince 1912 vznikl požár ve skladišti koží „Prodejního družstva řezníků a uzenářů sv. Čech“ v čp. 142. Shořela budova a v ní uložená zásoba koží a loje. Škoda 200 000 K byla naštěstí kryta pojištěním a již 20. dubna následujícího roku firma žádala o povolení ke stavbě vyhořelého skladiště. V roce 1914 cena majetku Amálie Fuchsové čp. 15, 16 a 142 obnášela asi 56 000 K.
Špatným obdobím pro rozvoj firmy byla též 1. světová válka, zejm. šlo o menší odbyt zboží a vyšší finanční náklady v podobě válečných půjček, např. v roce 1916 bylo společností A. Fuchs upsáno na IV. válečnou půjčku 5 000 K a o dva roky později na VIII. válečnou půjčku 10 000 K. V letech 1915–1916 se dokonce uvažovalo o přenesení závodu do Pardubic. V červnu 1916 se okresní hejtmanství v Pardubicích dotazovalo na zdravotní závady při solení kůží u Fuchsů. Sděleno bylo, že dříve byly stížnosti na slanou vodu ve studních, ale když se dlažba vycementovala, stížnosti zmizely. Přesto se firma dožila vzniku ČSR, po němž se zprvu dobře rozvíjela.
5. října 1919 byla firmě povolena stavba kůlny a garáže pro automobil v čp. 16. V říjnu téhož roku upsala firma A. Fuchs na státní půjčku republiky 40 000 Kč a Viktor Fuchs dalších 20 000 Kč. Slibný rozvoj firmy neměl dlouhého trvání, neboť v roce 1923 se dostala do konkursu a při vyšetřování se zjistilo, že velkoobchodník kožemi Viktor Fuchs, ve spolupráci s předsedou kožního družstva řezníků a uzenářů a současně ředitelem firmy A. Fuchs Macákem zorganizoval umělý úpadek ve velkém stylu a jiné podvody, protože chtěl snadno a rychle zbohatnout, bohužel příliš nemotorně a amatérsky, že se na to přišlo. Aféra začala nabírat velkých rozměrů, neboť vyšlo též najevo, že za pomoci vyšších státních úředníků (senátního prezidenta nejvyššího soudu Otty Kopfsteina a rady zemského finančního ředitelství Dr. Pagana) sabotoval republiku neplacením daní ve výši 1 799 000 Kč a odstraněním majetku do ciziny. 1. února téhož roku byl dokonce zatčen a v následujícím období s ním probíhalo soudní řízení. Při celém líčení přišla na řadu i otázka daní. Fuchs sám byl dlužen na daních 284 000 Kč, které byly rekursem v poslední chvíli sníženy na 197 000 Kč. Kolik byla dlužna A. Fuchsová, jeho matka, která před 2 lety z Kuklen zmizela do ciziny, se lidé při přelíčení nedozvěděli. Tím skončila existence této společnosti.